# Josef Wenig

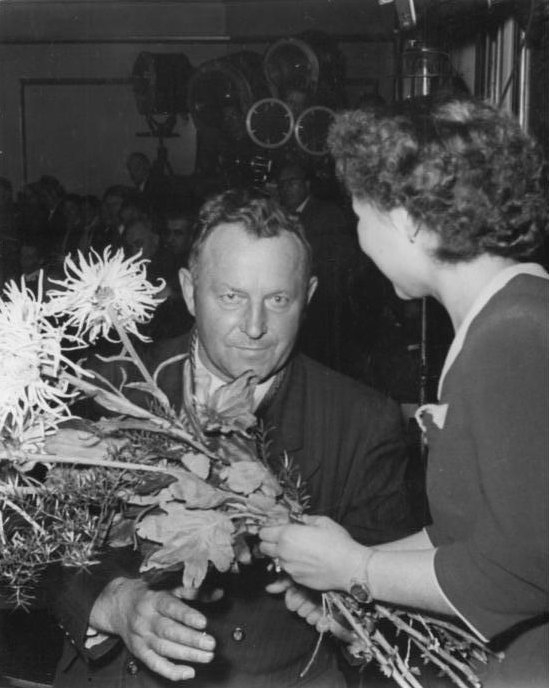
Sepp Wenig (1951)

Josef (Sepp) Wenig (* 17. Juli 1896 in Leiter; † 16. April 1981 in Karl-Marx-Stadt) war einer der ersten Initiatoren der Neuerer- und Aktivistenbewegung im Bergbau der DDR. Er wurde nicht zuletzt durch dieses Wirken zeitweilig Mitglied im Bundesvorstand des FDGB und später Mitglied des Zentralkomitees der SED. Den FDGB vertrat Wenig ab 1950 als Abgeordneter in der Volkskammer. Josef Wenig wurde mit höchsten Auszeichnungen in der DDR geehrt.

## Leben
Wenig wurde 1896 im damals zu Österreich-Ungarn gehörenden westböhmischen Ort Leiter (heute Řebří) als Sohn von Ziegeleiarbeitern geboren. Seine Kindheit und Jugend verlebte er jedoch im thüringischen Zeulenroda, wo er von 1903 bis 1911 die Volks- und Bürgerschule besuchte. Danach verdingte er sich bis 1914 ohne Ausbildung in verschiedenen Tätigkeiten. Im Jahr 1914 wurde Wenig zum Deutschen Heer eingezogen, in dem er bis 1918 verblieb. Nach Kriegsende arbeitete er bis 1929 als Transportarbeiter in Zeulenroda und Kahla. Im März 1920 beteiligte sich Wenig aktiv am Kampf gegen den Kapp-Putsch. Er wurde 1924 Mitglied der KPD, später auch des RFB. Zudem engagierte er sich im Transportarbeiterverband. Wohl im Zuge der Weltwirtschaftskrise verließ Wenig 1929 seine Heimat und fuhr zur See. Mit 40 Jahren absolvierte er ab 1936 eine Ausbildung zum Schiffsmaschinisten. Nach dieser Ausbildung fuhr Wenig wieder ab 1939 bis Kriegsende als Heizer und Maschinist auf Handelsschiffen zur See.

## Politik
Nach dem Krieg kehrte Josef im Sommer 1945 nach Zeulenroda zurück und arbeitete dort bis 1947 als Transportarbeiter im örtlichen Großhandel. Seine KPD-Mitgliedschaft ließ er wieder reaktivieren und somit wurde er 1946 auch automatisch SED-Genosse. Im Jahr 1948 folgte Wenig dem Werben der damaligen SAG Wismut und begann im Uranbergbau zunächst als Fördermann zu arbeiten. Er arbeitete sich schnell nach oben, wurde Hauer, Brigadier und schließlich Obersteiger. Ab 1949 gehörte Wenig zudem der SED-Gebietsleitung Wismut an. Zugleich wurde der bereits über fünfzigjährige Wenig 1949 Arbeitsinspektor bei der SAG Wismut in Schneeberg und Auerbach. Für seine Leistungen und sein Engagement innerhalb von nur reichlich zwei Jahren wurde er 1950 als einer der ersten Aktivisten mit dem Titel Held der Arbeit ausgezeichnet. Den FDGB vertrat er ab 1950 als Abgeordneter in der Volkskammer, in der er bis zu seinem Tode 1981 saß. Von 1952 bis 1958 gehörte Wenig dem Bundesvorstand des FDGB an. Im Jahr 1954 wurde er Mitglied des Zentralkomitees der SED, welches er bis zu seinem Tode blieb. Wenig wurde 1955 zum Arbeitsdirektor bei der Generaldirektion der SDAG Wismut in Karl-Marx-Stadt ernannt. Ein Beweis für das Vertrauen in ihn ist wohl auch darin zu sehen, dass er erst 1966, bereits siebzigjährig, diesen Posten abgab. Auch danach ging er noch nicht in Rente, sondern arbeitete noch bis 1968 als Beauftragter für Neuererwesen bei der SDAG Wismut. Erst im Juli 1968 ging Josef Wenig mit 72 Jahren in den Ruhestand. In den folgenden Jahren saß er jedoch weiterhin als Abgeordneter in der Volkskammer und wurde mit hohen staatlichen Auszeichnungen geehrt. Mit 85 Jahren verstarb er 1981 in Karl-Marx-Stadt.

## Darstellung Wenigs in der bildenden Kunst der DDR
- Carl Kuhn: Aktivist Sepp Wenig (1965, Öl; Kunstsammlung der Wismut GmbH, Chemnitz)[1]

## Sonstiges
In dem mehrteiligen Fernsehfilm Columbus 64 von Ulrich Thein aus dem Jahr 1966 spielte Wenig sich selbst.

## Werke
- Josef Wenig: Meine Arbeitserfahrungen. Berlin 1951.

## Ehrungen
- 1950 „Held der Arbeit“
- 1951 Nationalpreis der DDR
- 1954 und 1961 – Vaterländischer Verdienstorden der DDR in unterschiedlichen Stufen
- 1955 Fritz-Heckert-Medaille
- 1955 Verdienter Bergmann[2]
- 1966 Lenin-Orden
- 1970 Ehrenspange zum Vaterländischen Verdienstorden
- 1971 Karl-Marx-Orden
- 1976 Stern der Völkerfreundschaft

In Zeulenroda und in Johanngeorgenstadt wurden Polytechnische Oberschulen nach ihm benannt. Die Benennungen wurden unmittelbar nach 1990 wieder rückgängig gemacht.